# Samanlıq
Samanlıq è un comune dell'Azerbaigian situato nel distretto di Gədəbəy. Conta una popolazione di 1 824 abitanti.